# Szalowa (przystanek kolejowy)
Szalowa – przystanek kolejowy w miejscowości Szalowa, w gminie Łużna, w województwie małopolskim, w Polsce.
Program "Kolej +" zakłada gruntowną modernizację linii kolejowej 108 między Stróżami a granicą województwa do 2028 roku. W ramach prac przystanek ma zyskać nowy peron.

## Historia
Przystanek powstał w 1913 roku.
Dawniej w budynku przystanku znajdowała się strażnica przejazdowa nr 6 obsługująca rogatki na dwóch pobliskich przejazdach kolejowo-drogowych (w km 5,700 oraz 6,100). Została ona zlikwidowana przed 2010 rokiem. Na przełomie 2014 i 2015 roku zabudowano tam SSP, przy czym półrogatki otrzymał jedynie przejazd od strony Stróż. 
W 2017 roku tor przy peronie został wymieniony w ramach modernizacji szlaku Stróże – Wola Łużańska, dzięki czemu zwiększono prędkość pociągów z 40 km/h (a w rzeczywistości ze względu na ograniczenie stałe – 30 km/h) do 60 km/h. Ze względu na mały promień łuku przy przystanku nie zastosowano tam toru bezstykowego, podobnie jak i strunobetonowych podkładów.

## Ruch pociągów
W okresie międzywojennym i podczas II wojny światowej w Szalowej zatrzymywało się kilka par pociągów pasażerskich dziennie, natomiast w 1946 roku liczba ta zmalała do zaledwie dwóch par.
W 1964 roku kursowało już nawet do 11 par pociągów osobowych.
Druga połowa lat 70. XX wieku, pod względem ruchu pasażerskiego, była okresem świetności zarówno przystanku, jak i całej linii. Rekord padł w roku 1976, gdy w ciągu dnia postój handlowy miało tu do 14 par pociągów osobowych (licząc z sezonowymi oraz kursującymi tylko w dni robocze).
W 1988 roku w Szalowej zatrzymywało się (przy założeniu, że pociągi do/z Krakowa, Warszawy i Łodzi jechały przez Gorlice Zagórzany) do 10 par pociągów osobowych na dobę, co było niewielkim pogorszeniem oferty przewozów osobowych względem sytuacji sprzed 10 lat.
W 1996 roku wciąż zatrzymywało się tu 10 par pociągów osobowych, natomiast 10 lat później liczba ta spadła do 7.
W 2009 roku na przystanku zatrzymywały się już jedynie 2 pary pociągów regio rel. Stróże – Biecz (ze względu na kłopoty z finansowaniem pociągów osobowych przez województwo podkarpackie pociągi regio skrócono z Jasła do Biecza, ostatniej stacji w woj. małopolskim).
Ruch pociągów pasażerskich na stacji wstrzymano 31 maja 2010 roku. W późniejszym czasie ruch na stacji był prowadzony poprzez zastępczą komunikacją autobusową, która również została zlikwidowana.
Po remoncie szlaku Stróże – Wola Łużańska, 1 października 2017, został przywrócony ruch pociągów osobowych pomiędzy Stróżami a Gorlicami Zagórzanami. Odtąd na stacji zatrzymują się pociągi Kolei Małopolskich relacji Kraków – Jasło – Kraków i Nowy Sącz – Jasło – Nowy Sącz. Są to jednak pociągi przeznaczone głównie dla uczniów i studentów, dlatego ich kursowanie ogranicza się wyłącznie do piątków i niedziel w ciągu roku szkolnego. W piątki wieczór pociąg kursuje jako osobowy przyspieszony z Krakowa do Jasła oraz osobowy z Jasła do Nowego Sącza, zaś w niedzielne popołudnie przejazd odbywa się w relacji odwrotnej. Pociągi te kursują do dziś (2022).
Ponadto, w lipcu 2021 roku uruchomiono sezonowy pociąg osobowy przyspieszony Kolei Małopolskich rel. Jasło – Krynica-Zdrój. W soboty i niedziele rano kursował on z Jasła do Krynicy, zaś wieczorami w relacji odwrotnej. Dodatkowo, ze względów technicznych, wczesnymi rankami z Nowego Sącza do Jasła wyruszał pociąg osobowy (skład ten jechał później do Krynicy), a późnymi wieczorami wracał do Nowego Sącza.

## Ruch pasażerski
| Rok  | Wymiana pasażerska na dobę |
| ---- | -------------------------- |
| 2017 | 0-9                        |
| 2022 | 0-9                        |